# ファイナル・デッドブリッジ
『ファイナル・デッドブリッジ』（Final Destination 5）は、2011年のアメリカ映画。『ファイナル・デスティネーション』シリーズの5作目であり、『ファイナル・デスティネーション』と直接的な繋がりがある。前作に続いて3Dで撮影・公開された。日本では公開時3D映画初のR18+指定を受けた。

## ストーリー
主人公のサムたちは会社の研修旅行の中、工事が続く巨大な吊り橋であるノースベイ・ブリッジをバスで渡ろうとしていた。その瞬間、サムは自然災害により突如として橋が崩れ落ち、同僚や上司が次々と死んでいく凄惨な予知夢を見る。パニックに陥ったサムは周りに危険を知らせると、恋人モリーを連れ橋から避難、彼らを含め8人の社員が奇跡的に事故から生き延びる。
しかし、逃れられない死の運命は、形を変えて生き延びた者たちに刻一刻と忍び寄るのだった。

## 登場人物

### ラッキー8
サムの予知夢で奇跡的に生き延びた8人。それにより、橋の事故をニュースに取りあげるマスコミから「ラッキー8」と呼ばれる。
サム・ロートン
本作の主人公。セールスマンとして働くが、一番の夢はプロの料理人であり、フランス料理店でアルバイトもしている。予知夢のおかげで助かったものの、事件は終わっていないことに気付き、死の連鎖に怯える。
死ぬ順番は7番目で、拳銃の暴発で死亡するところを、直前にピーターを殺したことでジムの余命を手に入れ回避する。恋人のモリーと一緒に最後まで生き残ったが、第一作の冒頭で事故を起こす180便飛行機へ搭乗し、ある男子高校生（一作目の主人公アレックス）が何らかのパニックを起こして同級生らと揉めている姿を目撃する。飛行機が離陸した瞬間エンジンが炎上し、破片が機体にぶつかり、墜落へと進んで行く。そして飛行機のエンジンの炎上が原因で爆発が発生し、炎に巻かれ焼死した。
予知夢では間一髪で橋のガードレールを掴み転落を免れるも、トラックの荷台から落下してきた金属板によって胴体を真っ二つに切り裂かれ死亡する。
モリー・ハーパー
サムの恋人にして同僚。物語の冒頭でサムの夢を邪魔しないようにと、彼に別れ話を持ち掛けたが、橋の事故をきっかけに次第に寄りを取り戻していく。
恋人のサムと一緒に最後まで生き残ったが、事故を起こすことになる180便飛行機へ搭乗する。離陸した瞬間飛行機のエンジンが炎上し、機体に穴が開き必死でしがみつくものの機外へと吸い出され機体の羽で胴体を真っ二つに切断され死亡した。予知夢では一人橋を渡りきったことで死ぬ運命が唯一描かれておらず、その後も死の運命に襲われることはない。
ピーター・フリードキン
サムの同僚。キャンディスの恋人。本来は聡明で心優しい人物だったが、恋人の死をきっかけに精神的に不安定となる。
死ぬ順番は6番目で、死から逃れようとジムを殺害し殺人を目撃したモリーも殺そうとするが、サムによって背後から鉄串を突き刺されて死亡。予知夢ではサムと同様、橋のガードレールを掴み転落を免れるも、トラックの荷台から落下してきた鉄筋に全身を串刺しにされ死亡する。
ネイサン・シアーズ
サムの同僚。死ぬ順番は4番目で、死の危険を感知し、反射的に避けたことでロイが犠牲となり、ウィリアムが言う「生死の席」を勝ち取ったかのように見えた。
だが、ロイが脳に動脈瘤を抱えていて、『いつ死んでもおかしくなかった』ことを彼の部下であったジョウンから聞かされる。結局は順番が最後に回っただけだったと気づくも時すでに遅く、バーにいた所を屋根を突き破って落下してきた180便飛行機のタイヤの下敷きになって死亡した。予知夢では橋崩落の避難中、外れた橋のワイヤーの留め具に弾き飛ばされ死亡する。
デニス・ラップマン部長
サムの上司。死ぬ順番は5番目で、機械の回転に巻き込まれたスパナが高速で飛んできて顔面にめり込み死亡する。予知夢では橋崩落による落下は間一髪で免れたものの、横転した容器から溢れ出した高温のタールを頭から浴びて落下し死亡。
オリヴィア・キャッスル
サムの同僚。死ぬ順番は3番目で、レーザーによる視力回復手術中のアクシデントで右目を失う大火傷を負う。パニック状態の中で足をひねらせ、窓へ寄り掛かったものの窓ガラスが割れそのまま地上に転落し死亡する。転落した際の衝撃で左目の眼球が外れてしまい、そのまま車に轢き潰されてしまった。予知夢では橋崩落により海へと落下、その直後に頭上から落下してきた車が直撃し死亡。
アイザック・パーマー
サムの同僚。死ぬ順番は2番目で、死んだ同僚の机から盗んだチケットで訪れた中国マッサージ店での鍼治療中に火災が発生し、パニックの中で助かったと安心した瞬間、頭上の棚から落下してきた置物の布袋像に頭部を潰され死亡する。予知夢ではバスに取り残されそのままバスと共に落下し死亡。
劇中で度々彼が携帯電話で通話する場面があるが、スマートフォンでなく旧式の折り畳み式モデルであり、本作が過去の出来事であることの伏線となっている。
キャンディス・フーパー
サムの同僚。ピーターの恋人で、見習として働く傍ら器械体操に励む女子大生。
死ぬ順番は最初で、器械体操中のアクシデントにより平行棒から手を離してしまいマット外へと落下、反動衝撃の全身複雑骨折により死亡する。予知夢では橋崩落により落下し、下を通りかかったヨットのマストに身体を串刺しにされ死亡。

### その他の人物
ジム・ブロック捜査官
今回の事件の調査を担当する捜査官。初めはサムの予知夢を信用せず、彼に不信感を抱くが、不自然な死を遂げていく生存者の事件に疑問を抱く。
予知夢とは無関係の人物だったが、ピーターによって射殺される。
ロイ・カールソン
工場の作業員。ジム同様、予知夢とは無関係の人物だったが、ネイサンが死の運命に襲われた際の巻き添えとなり、工場で足場が崩落した際に一緒に落下したクレーンのフックに頭部を貫かれ死亡する。
実は脳に大きな動脈瘤を抱えており、余命わずかだった。
ジョウン
工場の作業員でありロイの部下。ロイ同様、予知夢とは無関係の人物。
ロイが重病を抱えており、余命わずかであったことをバーでネイサンに伝えた。その直後、上空で爆発した180便飛行機の残骸がバーを直撃するが、事故直前にネイサンの傍を離れていたため辛うじて生き延びた。
通行人の女性
予知夢とは無関係だったが、余命を狙うピーターに背後から突き飛ばされ、トラックに撥ねられそうになるが、ピーターが良心の呵責に葛藤し見逃される。
体操選手
キャンディスが体育館で死の運命に襲われた際の巻き添えとなり、体操演技中に平均台上のネジを踏んでしまい負傷する。予知夢とは無関係だったため、死ぬことなく生き延びた。
ウィリアム・ブラッドワース
シリーズ第2作以来に登場する謎の人物で、サムたちの周辺に出没し付きまとう。主人公たちに「死の運命のルール」について教え「生死の席数は決められている」とアドバイスをする。その後、自衛のためか生存者たちの周りをうろつくことをやめたため、生贄の候補に選ばれず生存する。劇中では車の運転も行っていた。
アレックス・ブラウニング
サムが搭乗した180便飛行機の乗客。離陸前に取り乱し、他の乗客たちに降りるよう警告して同級生や引率の教師たちと取っ組み合いを起こす。
シリーズ第1作『ファイナル・デスティネーション』の主人公であり、第1作の映像素材が合成される形で同級生のカーターや教師のルートンらと共に登場。

## キャスト
| 役名                       | 俳優                             | 日本語吹替 |
| -------------------------- | -------------------------------- | --- |
| サム・ロートン             | ニコラス・ダゴスト               | 杉山紀彰 |
| モリー・ハーパー           | エマ・ベル                       | 三ツ木勇気 |
| ピーター・フリードキン     | マイルズ・フィッシャー           | 近藤隆 |
| ネイサン・シアーズ         | アーレン・エスカーペタ           | 佐藤せつじ |
| ジム・ブロック捜査官       | コートニー・B・ヴァンス          | 水野龍司 |
| デニス・ラップマン部長     | デヴィッド・ケックナー           | 後藤哲夫 |
| オリヴィア・キャッスル     | ジャクリーン・マッキネス・ウッド | 木下紗華 |
| アイザック・パーマー       | P・J・バーン                     | 丸山壮史 |
| キャンディス・フーパー     | エレン・ロー                     | 新井里美 |
| ウィリアム・ブラッドワース | トニー・トッド                   | 土師孝也 |
| 役不明又はその他           | N/A                              | 池田ヒトシ 中西としはる 藤吉浩二 林和良 鏡優雅 杉村憲司 茶花健太 清水秀光 水野ゆふ 丸山雪野 阿川りょう 行成とあ 羽飼まり |
|                            | N/A                              | |
| 演出                       | N/A                              | 簑浦良平 |
| 翻訳                       | N/A                              | アンゼたかし |
| 制作                       | N/A                              | プロセンスタジオ |

## 製作

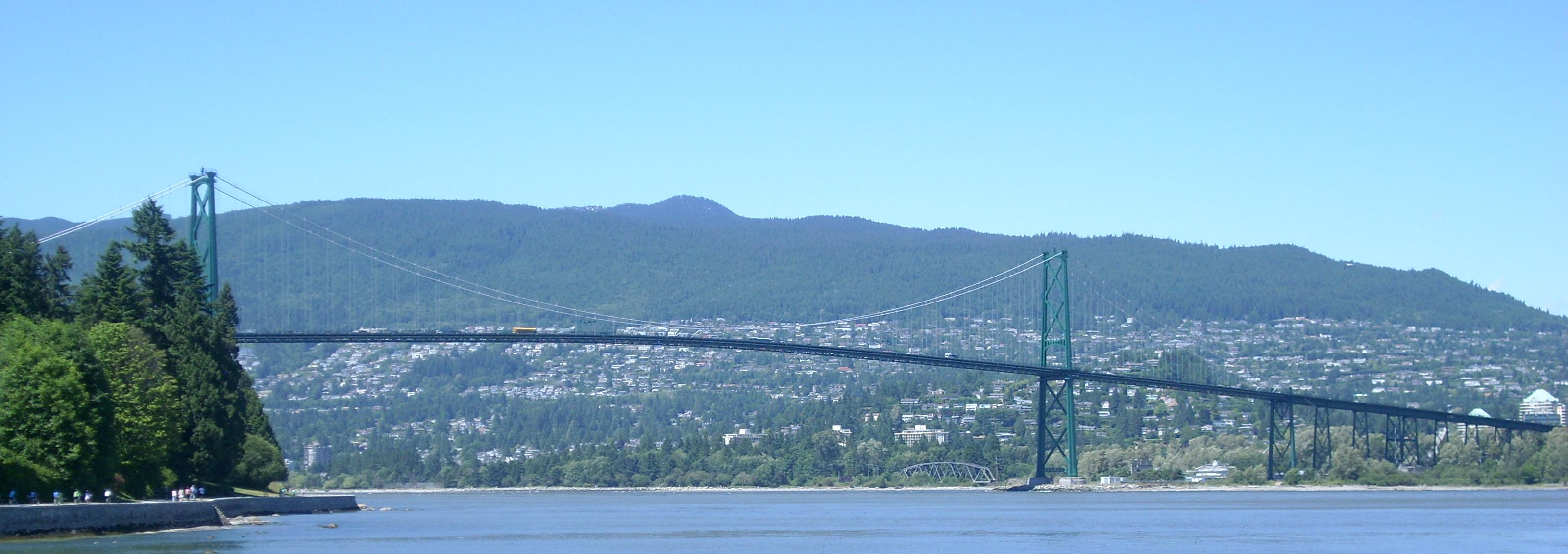
オープニング・シーンはバンクーバーのライオンズ・ゲート・ブリッジと2つの橋の模型が使われた。

ニュー・ライン・シネマは『エルム街の悪夢』『遊星からの物体X ファーストコンタクト』の脚本家エリック・ハイセラーを起用し、シリーズの再興を図った。製作陣によると、コメディ路線だった4作目から一転、1作目のシリアス路線に回帰するという。
2010年8月、マイルズ・フィッシャーが初めて本作のキャストとして確認された。3日後、アーレン・エスカーペタの参加が判明。エスカーペタは後に本作は前作よりもストーリーを持ったよい作品になるだろうと語った。
2010年9月、シリーズの最初の3作が撮影されたバンクーバーで3Dカメラによる撮影が開始された。
2011年2月1日のインタビューでトニー・トッドは、本作が興行で成功を収めたら、2本の続編が連続して製作される見込みを語った。

## シリーズ
- 第1作　『ファイナル・デスティネーション』（2000）
- 第2作　『デッドコースター』（2003）
- 第3作　『ファイナル・デッドコースター』（2006）
- 第4作　『ファイナル・デッドサーキット 3D（The Final Destination）』（2009）
- 第5作　本作